# Споразуми између ЈВуО и команде Југоистока
Након капитулације Италије 8. септембра 1943. и доласка генерала Армстронга на чело савезничке мисије, у Михаиловићевом штабу завладало је уверење о блиском савезничком искрцавању на Балкану и крају рата. Под тим утиском, ЈВуО је повео низ акција у области источне Босне, коју су сматрали кључном из стратешких и националних разлога. У овим шестонедељним противосовинским активностима извршени су напади на Вишеград и Рогатицу.
У овим противосовинским дејствима учествовала је групација корпуса ЈВуО из Србије, док су четничке снаге у Босни наставиле, а у Лици, Далмацији, Херцеговини и Црној Гори убрзо успоставиле тесну сарадњу са Немцима. Противосовинска активност убрзо је изгубила на замаху. Будући да су се овом акцијом снаге ЈВуО уклиниле између Трећег корпуса НОВЈ у Тузли и Другог корпуса НОВЈ у Санџаку, уследио је противудар 5. крајишке дивизије НОВЈ. Пошто Савезници нису показали спремност да интервенишу ради спречавања напредовања НОВЈ, Михаиловић је убрзо поново заузео став пасивности и тајне сарадње са Немцима.
 Због тога Михаиловић већ тражи везу са немачким командама, да не би потпао под комунистичку власт.
Након реорганизације немачког војног и политичког присуства на Балкану у августу 1943, за највишег цивилног чиновника постављен је Херман Нојбахер као изасланик Министранства иностраних послова Немачке за Балкан. Он је водио врло прагматичну политику, и сматрао је да немачка војска на Југоистоку може извући значајне користи из сарадње са Михаиловићем на бази заједничког непријатељства према Народноослободилачком покрету. Заједнички интерес и обострани прагматизам довели су до потписивања низа уговора о примирју и сарадњи између Немаца и ЈВуО током јесени 1943. Сам Михаиловић није потписивао ове уговоре, него су то чинили овлашћени команданти или људи из војног руководства.
Први уговор са командом Југоистока потписао је 19. новембра 1943. са стране ЈВуО мајор Лукачевић као командант „Горског штаба 148" (Милешевског корпуса), који је овлашћен да обезбеди сарадњу у целокупној области западно од Ибра и јужно од Западне Мораве и планине Таре. Извештај о потписивању овог уговора пресреле су и дешифровале савезничке обавештајне службе, и према неким сведочанствима, потписивање овог уговора имало је значајну улогу у коначном опредељивању Черчила за Тита, а против Михаиловића.
Командант Југоистока и Групе армија Ф фон Вајхс издао је 21. новембра 1943. упутство о успостављању сарадње са четницима. У складу са овим упутством, уговори били су типски и садржавали су следеће ставке:
- Примирје између немачких војних и окупационих власти и квислинга с једне, и ЈВуО с друге стране
- Обавезивање на заједничку борбу и пропаганду против комуниста
- Сагласност снага ЈВуО да прихвате немачко командовање током већих операција
- Обавезивање немачких власти да ће снабдевати снаге ЈВуО муницијом и збрињавати њихове рањенике.

Током следећих недеља потписана су још четири уговора, и важили су на највећем делу територије Србије, са изузетком јужне Србије. Потписали су их капетан Никола Калабић и пуковник Јеврем Симић, генерални инспектор ЈВуО, капетан Никола Калабић, командант Корпуса горске гарде, потпуковник Љубомир Јовановић, овлашћени командант ЈВуО у источној Србији, и капетан Михаило Чачић.
Осим ових, уговор са Лукачевићем садржавао је и писмену обавезу коју је ЈВуО прихватио „да не предузима ништа против Муслимана“. Уговори су склопљени са роком важења од шест недеља, са могућношћу продужења. Тако је уговор за централну Србију продужен 17. јануара.
Немачки велепосланик Нојбахер у својој књизи „Специјални задатак Балкан“ спомиње ове уговоре:
 У новембру 1943. закључен је пакт Немаца са четничким војводама: Калабићем, Кесеровићем, Лукачевићем и другима. У уговору је стајало, да ће потписници пакта поштовати примирје, да се неће нападати, а од случаја до случаја ће сарађивати у борби против заједничког непријатеља, против Титових партизана. У тим разговорима захтевао сам од четника да се обавежу да неће дирати Недићеве људе и његове државне институције.
Упркос овим уговорима, долазило је до бројних инцидената са четничке стране. На пример, групе из Авалског корпуса ЈВуО два пута су разоружали стражаре и опљачкали складиште у Степојевцу. Нарочито су била честа разоружавања Недићевих војника. Из овог разлога Немци су одлучили да раскину уговоре, и да казне и дисциплинују четнике. Током јануара извели су два муњевита препада, једном СДК, а једном немачке полицијске снаге, против група Авалског корпуса. 17. фебруара 1944. мешовита немачко-добровољачка казнена формација изненада је напала групацију Смедеревског корпуса у Селевцу, наневши им губитке од око 100 мртвих и заробљених.
Ипак, како је опасност од НОВЈ расла, већ у марту 1944, услед продора 2. и 5. дивизије НОВЈ у Србију, преговори су обновљени и поново је успостављена оперативна сарадња између немачких снага и ЈВуО. Уз повремене инциденте, сарадња у духу ових уговора настављена је до краја рата.
Ови уговори имали су велики утицај на доношење одлуке о напуштању Михаиловића од стране савезника. Њима је било познато да је већина Михаиловићевих одреда ван Србије успоставила блиску сарадњу са осовинским снагама, а ови уговори били су јасан сигнал о прихватању исте политике и од стране снага у Србији.
Више извештаја је добијено о четничкој колаборацији, од којих је најзначајнији био пун текст споразума потписаног од једног од Михаиловићевих главних команданата, Лукачевића и немачког команданта Југоистока. Лукачевић је договорио обуставу непријатељстава у његовом подручју Јужне Србије и заједничке акције против партизана. Черчилу је послата копија целог уговора.
енгл. 